# 801-й отдельный армейский разведывательный артиллерийский дивизион
«801-й отдельный армейский разведывательный артиллерийский дивизион» —
801-й отдельный армейский разведывательный артиллерийский  Резерва Главного Командования — воинское формирование  Вооружённых Сил СССР, принимавшее участие в  Великой Отечественной войне.
 Сокращённое наименование — 801-й оарадн РГК.801-й оарадн РГК. Войсковая часть полевая почта 12838.

## История
Сформирован в 1944 году года в составе  Дальневосточного фронта.
Штат 08/555 
- Штаб
- Хозяйственная часть
- 1 БЗР
- 2 БЗР
- БТР
- ВЗОР
- ФГВ

В  действующей армии с 9.08.1945 по 3.09.1945.
В ходе Великой Отечественной войны вёл артиллерийскую разведку в интересах артиллерии соединений 2-й армии 2-го Дальневосточного фронта.

## Подчинение
]]

| Дата              | Фронт                     | Армия     | Корпус  | Дивизия | Бригада | Примечания |
| ----------------- | ------------------------- | --------- | ------- | ------- | ------- | ---------- |
| 1944 -3.09.1945г. | 2-й Дальневосточный фронт | 2-я армия | 56-й ск | -       | -       | -          |

## Командование дивизиона
Командир дивизиона
- майор Харченко Пётр Петрович [4]

Начальник штаба дивизиона
- капитан Тобольчик Иван Николаевич

Заместитель командира дивизиона по политической части
Помощник начальника штаба дивизиона
Помощник командира дивизиона по снабжению
- майор Демьянов Василий Фадеевич[1]

## Командиры подразделений дивизиона
Командир 1-й БЗР
- ст. лейтенант Трубников Митрофан Ефимович

Командир 2-й БЗР
Командир БТР
- лейтенант Кравцов Борис Андреевич

Командир ВЗОР
Командир ФГВ
- лейтенант Клюев Павел Иванович